# Synergie
Synergie (z řec. syn-ergazomai, spolu-pracovat) znamená spolupráci, společné působení. Označuje situace, kdy výsledný účinek současně působících složek je větší než souhrn účinků jednotlivých složek. Někdy se symbolicky vyjadřuje jako 1 + 1 > 2.

## Použití slova
Původně se pojem užíval pro spolupráci více lidí i jako teologický pojem pro spolupráci člověka s Bohem (synergismus).
Ve složitých systémech – chemických, biologických i společenských – lze pozorovat, že současné působení různých vlivů nebo příčin způsobuje nečekaně velký „synergický“ účinek. Na pozorování, že „celek je víc než součet jeho částí“, je založena teorie holismu.
Odtud také přesnější označení synergický efekt, přidaný účinek současného působení dvou nebo více agentů ve srovnání se součtem účinků každého z nich. Synergický účinek čili efekt má často exponenciální charakter – roste s počtem přispívajících činitelů (podobně jako u pozitivní zpětné vazby). Naopak redukcionismus se žádnou takovou „přidanou hodnotou“ nepočítá a celkový účinek chápe jen jako součet účinků jeho částí, kdežto u dysergie se účinky navzájem oslabují a ruší.

## Lékařství
V lékařství představuje synergie zesílení účinku dvou nebo více podávaných léků v rámci souběžné (konkomitantní) léčby. Synergický efekt je vyšší než prostý součet (aditivní účinek) zvolené kombinace léků. Dlužno poznamenat, že synergickým působením se vyznačují jen některé lékové kombinace, v jiných případech může být efekt aditivní (výsledný efekt je součtem účinků), subaditivní (výsledný efekt je menší než součet účinků) nebo antagonistický (léky se navzájem blokují); obvykle záleží na farmakodynamice konkrétních léků.

## Manažerská praxe
V manažerské praxi je dosahování synergie klíčovým parametrem k obhájení smysluplnosti týmové spolupráce. Naplnění podstaty pojmu není jednoduché prokázat. Možná právě proto slovo ztrácí svůj obsah a je často nevědomky využíváno v situacích, kdy skutečné synergie dosaženo nebylo a mnohdy ani dosaženo být nemohlo.
Základ slova synergie se objevuje v roce 1984 i v publikaci prof. R. Blakea a dr. J. Mouton Synergogy: A New Strategy for Education, Training, and Development. Zde autorská dvojice popisuje metodu s názvem „synergogika“, která díky výrazně respektující práci s přirozeným chováním sociálních systémů směřuje k vědomému dosahování synergie v týmech spolupracovníků.